# Катастрофа L-749 под Каиром
Катастрофа L-749 под Каиром — крупная авиационная катастрофа, произошедшая в четверг 31 августа 1950 года в Ливийской пустыне к северо-западу от Каира (Королевство Египет). Самолёт Lockheed L-749A Constellation американской авиакомпании Trans World Airlines (TWA) выполнял пассажирский рейс из Каира в Рим, когда спустя примерно 20 минут загорелся один из двигателей. Экипаж принял решение возвращаться, но из-за неконтролируемого пожара был вынужден совершить посадку в пустыне, при выполнении которой авиалайнер врезался в землю и полностью разрушился, при этом погибли 55 человек.

## Самолёт
Lockheed L-749A Constellation с регистрационным номером N6004C (заводской — 2636) поступил в авиакомпанию Transcontinental & Western Air (через пару недель была переименована в Trans World Airlines) 2 мая 1950 года, то есть был ещё новым; в авиакомпании получил имя Star of Maryland (рус. Звезда Мэриленда) и номер во флоте 804. Был оборудован поршневыми двигателями Wright R-3350-749C18BD-1, оборудованными воздушными винтами Hamilton Standard модель 43E60 (лопасти модели 6869A-0). Его общая наработка составляла 1100 часов 45 минут.

## Экипаж
Экипаж самолёта заступил в Каире и состоял из 7 человек:
- Командир воздушного судна (КВС) — 45-летний Уолтон Б. Уэбб (англ. Walton B. Webb). В TWA работал с 1 июля 1940 года, 1 сентября 1943 года получил квалификацию командира экипажа на внутренних рейсах, а 17 июня 1946 года — на международных. 20 августа 1950 года проходил последнюю проверку знаний полётов по приборам, 7 мая 1950 года — последнюю проверку на знание маршрутов, 28 мая 1950 года — последнюю медицинскую комиссию комитета гражданской авиации, а 17 апреля 1950 года прошёл обучение на модель L-749A. Его общий налёт составлял 10 664 часа 41 минуту, в том числе 822 часа 5 минут на самолётах L-749, включая 42 часа 52 минуты на модели L-749A.
- Второй пилот — 34-летний Х. Дж. Хэммитт (англ. H. J. Hammitt). В TWA работал с 12 сентября 1945 года, а 18 февраля 1946 года получил квалификацию второго пилота. 11 июля 1950 года проходил последнюю проверку знаний полётов по приборам, 31 мая 1950 года — последнюю медицинскую комиссию комитета гражданской авиации, а 18 апреля 1950 года прошёл обучение на модель L-749A. Его общий налёт составлял 6355 часов 4 минуты, в том числе 307 часов 42 минуты на самолётах L-749, включая 56 часов 49 минут на модели L-749A.
- Штурман — 32-летний Х. Б. Хэкетт (англ. H. B. Hackett). Последнюю медицинскую комиссию комитета гражданской авиации проходил 18 ноября 1949 года, а его общий налёт в период работы в TWA составлял 6067 часов.
- Бортинженер — Мелвин К. Хаус (англ. Melvin C. House).
- Бортрадист — Х. Дж. Стайлс (англ. H. J. Stiles).
- Старший стюард— Хосе Бернард (англ. Jose Bernard).
- Стюардесса — Дж. Лорензи (англ. J. Lorenzi).

## Катастрофа
30 августа 1950 года борт N90806 выполнял международный пассажирский рейс TWA-903 из  Бомбея (Индия) в Нью-Йорк (США) с рядом промежуточных остановок. В 08:34 лайнер вылетел из Бомбея и в 22:17 благополучно прибыл в Каир (Королевство Египет), где началась подготовка к полёту до следующей остановки — Рим (Италия). В Каире полностью сменился экипаж, а на борт залили 3500 галлонов топлива, при этом взлётный вес брутто был определён как 99 557 фунтов (45 158 кг) при максимальном допустимом 107 000 фунтов (49 000 кг); центровка также не выходила за установленные пределы. Ночью в 23:35 при хороших погодных условиях «Локхид» с 48 пассажирами и 7 членами экипажа на борту вылетел из аэропорта Фарук и начал набор высоты до запланированного эшелона 14 500 футов (4400 м).
В 23:55 в диспетчерском центре Каирского аэропорта было получено следующее сообщение с рейса 903: [вылет] из Каира в 23:35, [удаление] 25 миль (40 км) от Каира — в 23:43, расчётное время прибытия в Рим — 05:30. Диспетчер подтвердил получение информации, на что экипаж должен был ответить Роджер (рус. Верно), однако на сей раз ответа не последовало. Были предприняты многочисленные попытки вызвать рейс 903 с разных станций, но все они закончились безрезультатно — самолёт молчал.
Согласно показаниям очевидцев, во время последней связи с диспетчером «Локхид» поднялся примерно до 10 000 футов (3000 м) и находился на удалении 67 миль (108 км) от Каирского аэропорта, когда неожиданно появился огонь. Горящий самолёт пролетел ещё 10 с половиной миль (17 км), после чего выполнил левый поворот и направился к аэропорту вылета, пролетев так около 13 с половиной миль (21½ км), когда от него отделился горящий двигатель; авиалайнер замедлил снижение и повернул на курс 210° (примерно на 90° правее направления на Каир). Следуя в этом направлении, экипаж пытался совершить аварийную посадку, но в 00:03 (согласно найденным на месте падения часам) в условиях полной темноты борт N90806 в полётной конфигурации (убраны шасси и закрылки) с небольшим правым креном и чуть опущенным носом ударился о поверхность пустыни, полностью разрушился и сгорел, при этом все летевшие в нём 55 человек погибли. Катастрофа произошла примерно на 52 мили (84 км) северо-западнее аэропорта вылета, а утром горящие обломки были замечены с другого самолёта компании TWA.
По масштабам, это крупнейшая катастрофа Lockheed L-749; на момент происшествия также была крупнейшей авиакатастрофой в Египте.

## Известные пассажиры
- Мэтью Новицки (р. 26 июня 1910 года) — американский и польский архитектор русского происхождения[6].

## Расследование

### Изучение обломков
Удар о землю произошёл почти плашмя, то есть лайнер в этот момент был под контролем, а основные обломки разбросало на площади в виде веера длиной около 700 футов (210 м). Топливные баки разрушились в момент удара, после чего топливо выплеснулось вперёд на остальные обломки и воспламенилось, вызвав пожар, который уничтожил значительную часть фрагментов, за исключением зарывшихся в песок частей. Отделившийся двигатель был № 3 (правый внутренний), чей аварийный топливный клапан нашли в закрытом положении. Также на борту находились шесть ёмкостей с углекислотой, из которых нашли четыре и они все были опустошены; небольшие переносные огнетушители при этом находились на своих местах. Патологоанатомическая экспертиза тел командира и второго пилота показала, что их лёгкие не подвергались воздействию пламени или горячего газа, то есть пожар в кабину не проникал.
Изучение системы управления не выявило никаких связанных с ней неисправностей или отказов, разве что могли быть проблемы с движением элеронов вверх. В электрической системе не было найдено никаких признаков отказа или короткого замыкания до удара о землю. Все три найденные на месте падения двигателя (№ 1, 2 и 4) в момент катастрофы работали на полную мощность, без признаков неисправности, а лопасти их винтов находились в рабочем положении.

### Проверка отделившегося двигателя

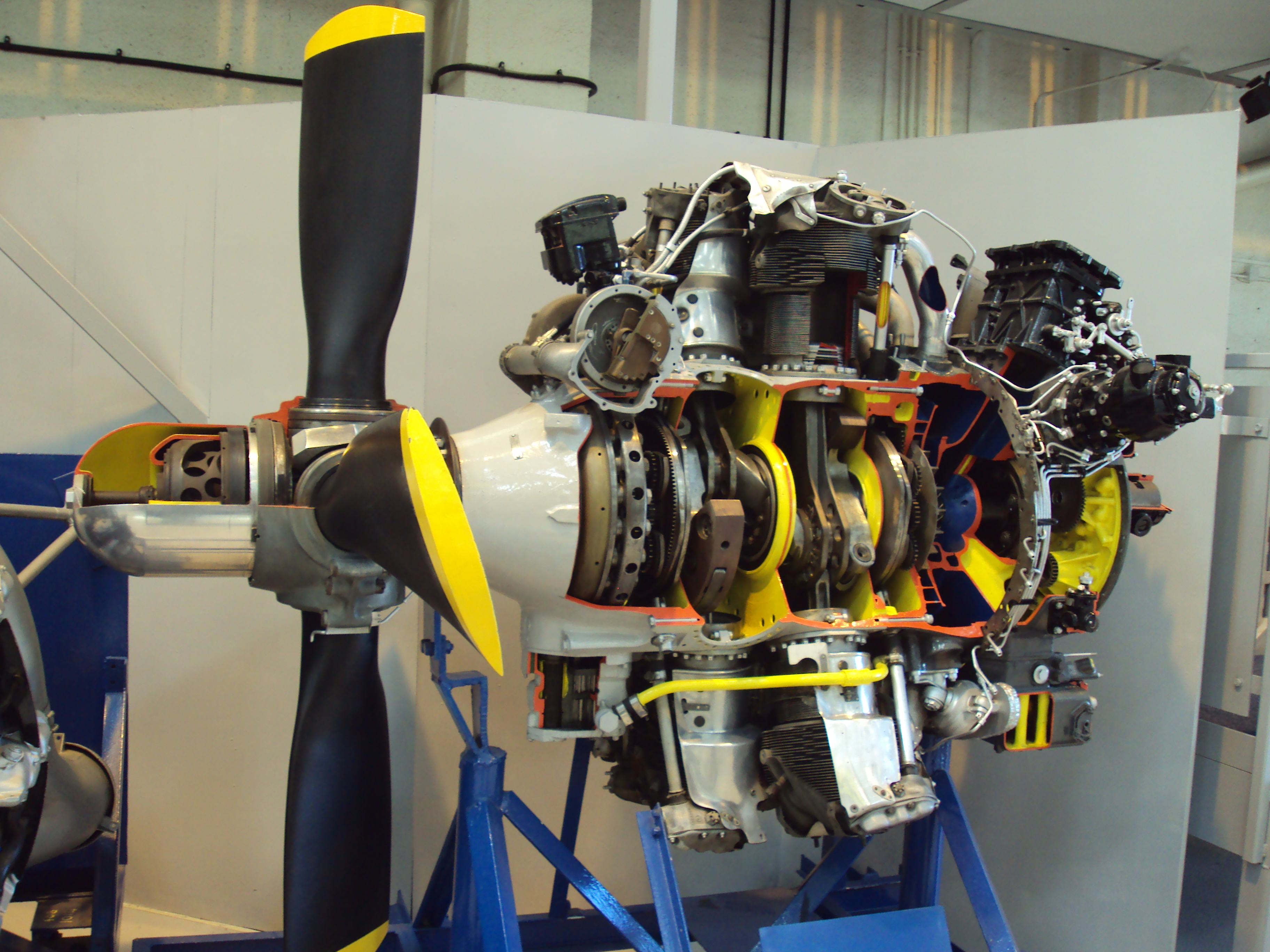
Устройство двигателя Wright R-3350

Отделившийся двигатель № 3 вместе с его винтом и креплением нашли на траектории полёта в трёх с половиной милях (3½ км) от места падения самолёта, а между этими двумя районами нашли ещё ряд фрагментов расплавленного металла, вытянутый вдоль курса 210°; отделившиеся фрагменты были с верхней части крыла у места крепления двигателя № 3, либо позади него. Изучение воздушного винта № 3 не обнаружило признаков его отказа до отделения двигателя, а воздушные лопасти находились под углом 3½° от положения полного флюгирования. Двигатель № 3 после изучения в Каире доставили на базу в аэропорту Ла-Гуардия (Нью-Йорк), где его разобрали и изучили, попытавшись по возможности определить, откуда начался и как распространялся пожар. Несмотря на значительные внутренние разрушения, приблизительную картину всё-таки удалось составить. Первой возникла неисправность заднего подшипника главного вала, при этом из двигателя начало вытекать масло, что значительно увеличило износ остальных деталей. Далее в процессе работы перегрелся и разрушился вкладыш заднего шатуна, в результате чего начался интенсивный износ внутреннего отверстия подшипника, пока разница в диаметрах не достигла дюйма (2½ см); интенсивный износ стёр все признаки, по которым можно было бы определить причину неисправности подшипника.
Из-за возникшего биения ход поршня возрос до такой степени, что последний стал бить клапаны и головки цилиндров. В итоге вскоре разрушились задние подшипники штока, а после и основной вал, после чего началось разрушение стенок задних цилиндров и задней части картера, при этом разрушение последнего привело к смещению перегородки за задними цилиндрами, которая служит для предотвращения выхода огня за пределы двигателя. Вырвавшееся пламя воспламенило пары масла, а разрушение фрагментами двигателя других противопожарных перегородок привело к тому, что следом разрушились и проходящие рядом трубопроводы с горючими жидкостями, из-за чего пожар, будучи слабым в самом моторе, значительно усилился в задней части силовой установки и начал плавить дюралюминиевую конструкцию, пока не разрушил крепление двигателя, из-за чего последний отделился. Продолжавшийся пожар стал повреждать крыло, приводя к отделению фрагментов, которые были найдены на траектории полёта.
Двигатель № 3 имел общую наработку 1100 часов и не проходил ещё капитального ремонта, который выполнялся каждые 1200 часов; в соответствии с распространённой в то время практикой масло в процессе эксплуатации не менялось, а лишь доливалось до необходимого уровня. Проверка записей из журналов технического обслуживания и лётных журналов обнаружила лишь один момент, который мог быть связан с отказом двигателя: за 18 часов до катастрофы, при выполнении рейса Каир—Бомбей в двигателе № 3 была замечена большая температурная разница между маслом на входе и выходе двигателя, которая составляла 40°C. Однако в авиакомпании максимальная разница в температуре масла была установлена как 45°C, а завод-изготовитель вообще не указал максимально допустимую разницу в температуре масла на входе и выходе, лишь определив максимальную температуру масла в 83°C при горизонтальном полёте в нормальных условиях и возможным её превышением при взлёте и посадке; проверка показала, что ни в одном из двигателей этого самолёта при полёте на крейсерской высоте температура масла не выходила за это значение.
Также в двигателях в разных полостях могут откладываться загрязнения, которые в основном содержат свинец, образующийся после сгорания топлива, а также металлическую пыль от износа подвижных частей и другие вещества, например, из масла. Этот налёт может привести к повышению центробежных сил и ускорить износ, однако проверка отказавшего двигателя показала, что толщина налёта, который был твёрдым и спекшимся, находилась в пределах допустимого. Также проверка двигателя выявила обугливание поршня № 9 на стороне выхлопа, а у обоих балансировочных устройств произошло расцепление шестерней, то есть разрушение заднего балансира происходило в течение более длительного периода, по сравнению с передним, но из-за значительного разрушения эту разницу во времени определить оказалось невозможно.

### Рассмотрение версий отказа подшипника
Так как первопричиной пожара двигателя стал отказ заднего штокового подшипника, но при этом последующий износ стёр улики, следователи сосредоточились на рассмотрении версий о причине отказа. Прежде всего на себя обратило внимание обугливание поршня № 9, однако после внимательного рассмотрения стало понятно, что неисправность поршня сразу бы себя выявила падением мощности, которое было бы замечено до того, как загрязнённое масло смогло бы значительно повредить подшипник, поэтому данную версию сочли слишком маловероятной. Далее изучили момент со значительным превышением разницы в температуре масла за 18 часов до катастрофы, что определённо указывало на нарушение в работе двигателя. Возможно, что это произошло из-за заедания балансира, что и привело к повышению температуры масла, но затем произошло расцепление зубьев шестерён балансира, что привело к «отключению» балансира, после чего температура масла вернулась бы в норму. Функция этих балансиров заключается в том, чтобы снизить вибрационные удары в двигателе, но эти вибрации не доходят до экипажа, поэтому их могли не заметить, однако частицы от износа балансира и шестерён могли попасть в масло и дойти до заднего подшипника, начав его разрушение. Вероятность такого развития событий сочли уже небольшой.
Наконец, был изучен вопрос накопления загрязнений на штифтах шатунов двигателя. Эта грязь, как правило, не опасна, если становится твёрдой и не отламывается, однако изучение роста отложений в двигателях данной модели показало, что при наработке от 700 часов налёт может достигать отверстий каналов для подачи масла к шатунной шейке, после чего более высокая скорость потока масла из небольшого выходного отверстия и/или размыв потоком масла приводят к тому, что рост отложений прекращается. Но при некоторых условиях загрязнение может продолжать расти и снизить поток масла; также если этот налёт затвердеет, а затем часть его отломится, то твёрдые фрагменты могут дойти до подшипника и начать его разрушать. Учитывая, что двигатель отработал уже 1100 часов без ремонта, версия, что фрагменты налёта привели к повреждению подшипника, была признана наиболее вероятной.
В течение нескольких месяцев после катастрофы борта N90806 произошли ещё несколько случаев, в том числе 6 в самой TWA, когда на двигателях этой модели происходило падение уровня масла с одновременным повышением температуры, в результате чего в среднем через 12 минут экипаж флюгировал отказавший двигатель; в основном такое нарушение происходило во время набора высоты, а причиной было разрушение заднего подшипника, при этом сам двигатель получал значительное повреждение конструкции.

## Причины
1. Авиакомпания, самолёт и экипаж имели необходимые сертификаты.
2. Во время набора высоты до запланированного эшелона в двигателе № 3 произошёл отказ заднего подшипника коленчатого вала.
3. Разрушение подшипника привело к пожару в силовой установке № 3, а воздушный винт № 3 был зафлюгирован.
4. Самолёт развернулся обратно к Каиру, а вскоре отделился горящий двигатель.
5. Пожар на правом крыле продолжался, а попытка посадки в ночной пустыне привела к катастрофе.

Комиссия от Совета по гражданской авиации (CAB) пришла к мнению, что причиной катастрофы стало разрушение заднего подшипника главного вала двигателя, вызвавшее неконтролируемый пожар, приведший к вынужденной посадке.

### Комментарии
1. ↑  Здесь и далее указано среднее время по Гринвичу (GMT)